# Sterno

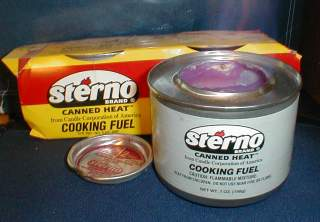
Une canette de Sterno en flammes

Sterno est une marque d'alcool dénaturé gélifié, soit de combustible solide, vendu et destiné à être brûlé directement dans sa canette. Populaire à la fois dans la restauration commerciale et dans le divertissement à domicile, ses principales utilisations sont comme carburant pour chauffer les plats à réchaud dans les buffets et pour servir la fondue. D'autres utilisations sont pour les réchauds portables et comme source de chaleur d'urgence. Il est également utilisé avec les jouets et les modèles à vapeur et autres moteurs à combustion externe.
La flamme est généralement allumée avec une allumette ou un briquet et éteinte en plaçant le couvercle sur la canette pour la priver d'air, bien que n'importe quel couvercle incombustible fasse l'affaire.

## Histoire

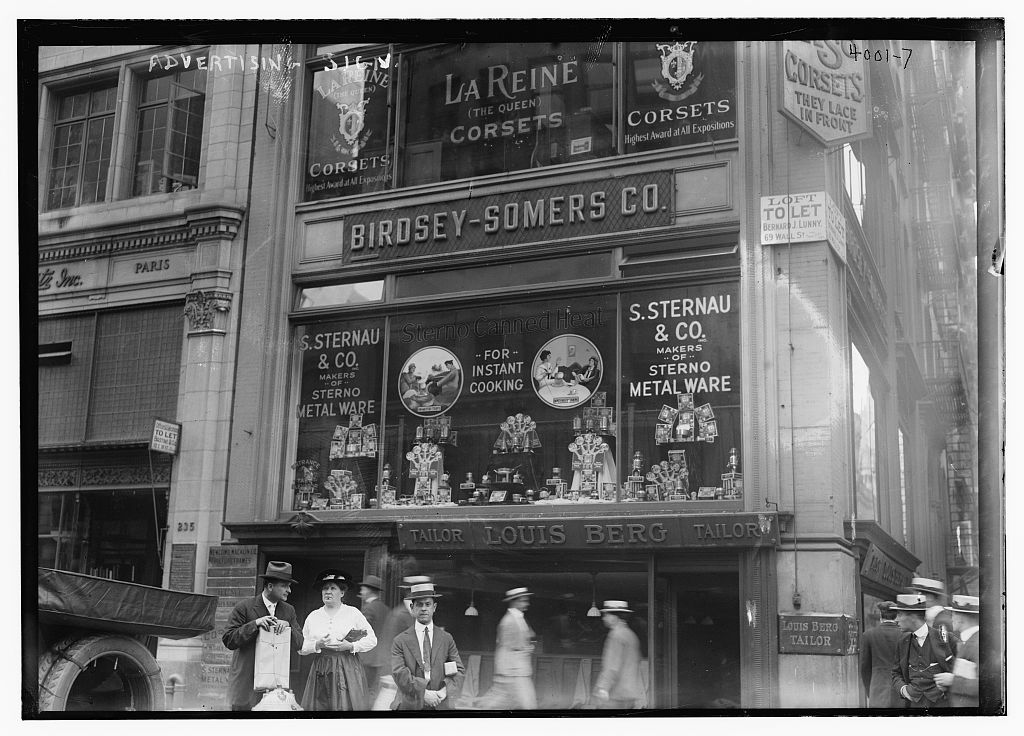
S. Sternau & Co au 233 5th Av., Manhattan.

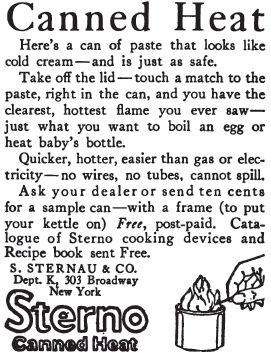
Publicité dans un magazine de 1915

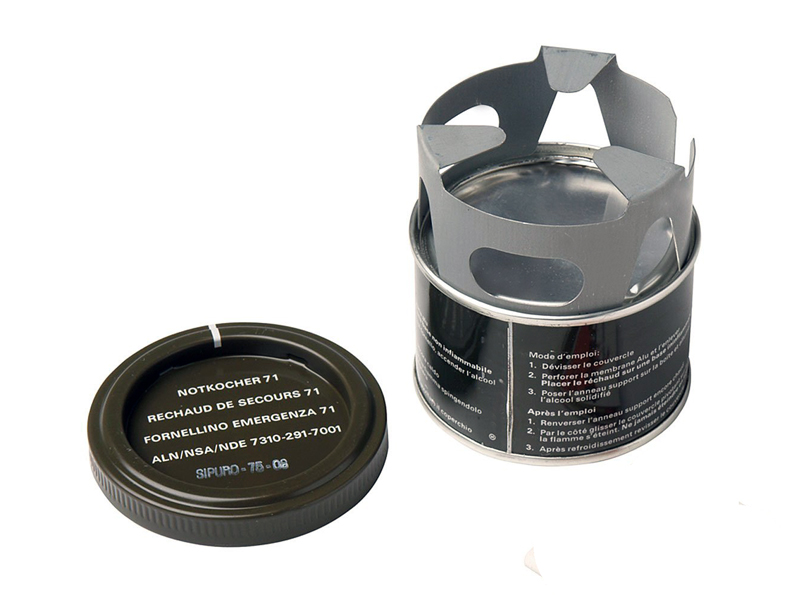
Réchaud de l'armée suisse.

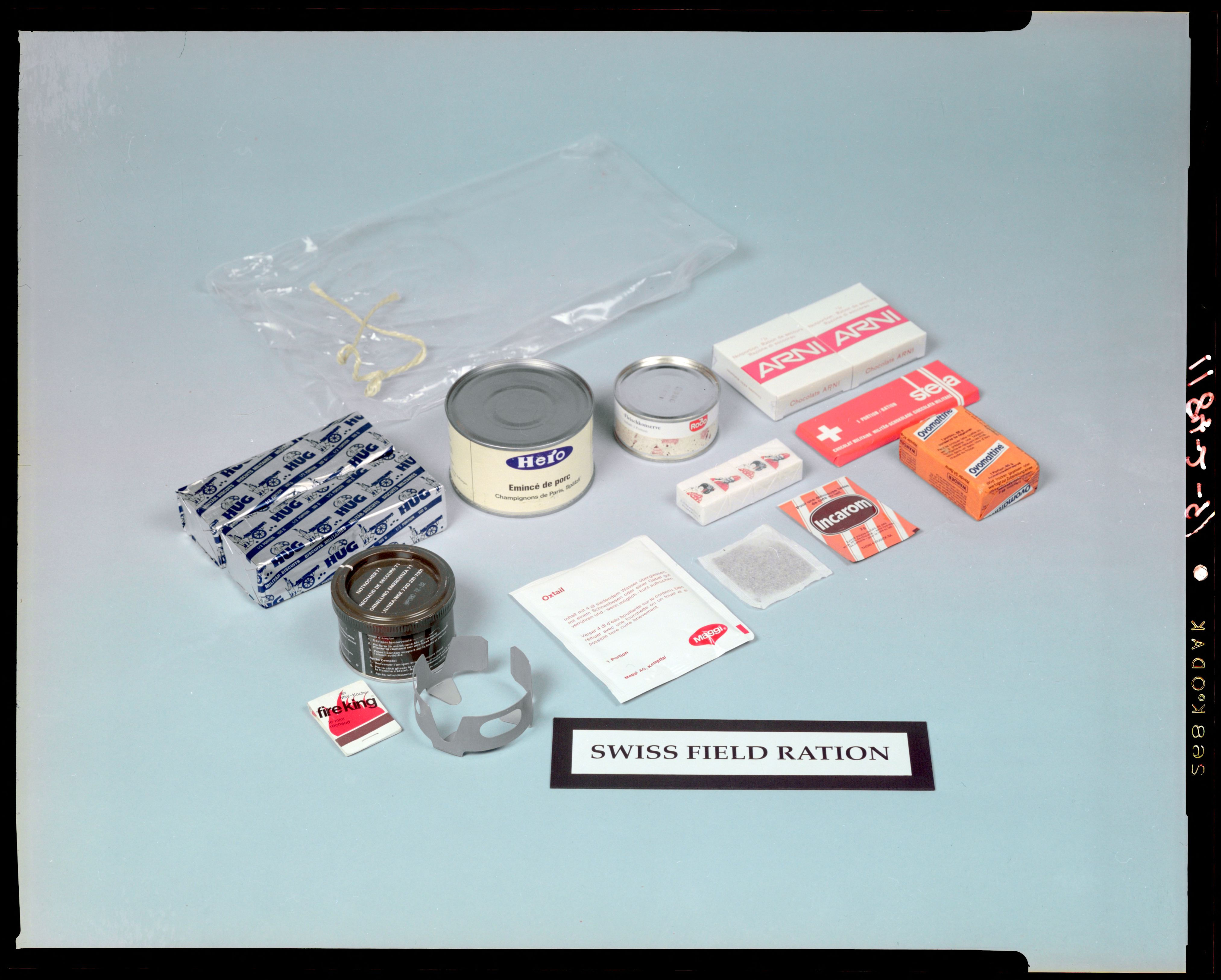
Ration militaire de l'armée suisse avec notamment un réchaud Sterno.

La marque et le nom de marque de Sterno sont la propriété de Sterno Products, une société de portefeuille de Westar Capital LLC, basée à Corona, Californie. La marque a été achetée à Blyth, Inc. fin 2012. Blyth avait acquis l'entreprise de Colgate-Palmolive en 1997.
Le nom vient de celui du fabricant d'origine, S. Sternau & Co. de Brooklyn, New York, fabricant de réchauds à gaz, de percolateurs à café et d'appareils similaires depuis 1893. Il avait précédemment appliqué ce nom à son brûleur à alcool « Sterno-Inferno ». En 1918, elle a fait la promotion de son poêle Sterno comme étant un cadeau parfait pour un soldat partant outre-mer. Dans son livre With the Old Breed, E. B. Sledge décrit son utilisation sur les champs de bataille du Théâtre du Pacifique en 1944 et 1945.
Découvert vers 1900 comme sous-produit du processus de fabrication de la nitrocellulose,[citation nécessaire] le Sterno est fabriqué à partir d'éthanol dénaturé en ajoutant du méthanol, de l'eau et un agent gélifiant d'oxyde amphotère, plus, au cours des dernières décennies, un colorant de sécurité qui lui donne une couleur rose caractéristique. Le méthanol est ajouté pour dénaturer le produit, ce qui est destiné à le rendre trop toxique pour la consommation. Conçue pour être inodore, une canette de 7 onces (198,446661875 g) brûlera jusqu'à deux heures.

## Abus
Le Sterno contient de l'alcool méthylique qui le rend toxique. Malgré cela, il existe de nombreux cas de personnes buvant du Sterno pour s'enivrer comme une forme d'alcool de substitution.
De plus, le méthanol peut provoquer une cécité permanente par destruction des nerfs optiques. Le bluesman Tommy Johnson fait allusion à cette pratique dans sa chanson « Canned Heat Blues » enregistrée en 1928. (Le groupe de blues Canned Heat a tiré son nom de la chanson.)
On dit que cette pratique a devenu populaire pendant la Prohibition et pendant la Grande Dépression dans les camps de hobo, ou « jungles », quand le sterno était pressé à travers une étamine ou une chaussette et le liquide obtenu était mélangé à du jus de fruit pour faire du « jus de jungle », du « vin de chaussette », ou du « squeeze ».
Le documentaire américain de 1956 On the Bowery comprend des images de trois hommes sans-abri filtrant du combustible de cuisson Sterno pour le « presser » puis buvant l'alcool.
Dans un article pour le Journal of the American Medical Association en 1961, le capitaine James H. Shinaberger, MC, écrit à propos d'une étude sur trois personnes qui avaient souffert d'intoxication au méthanol à la suite de la consommation de Sterno. L'un des patients "avait bu du Sterno pendant environ une semaine et était dans la prison de la ville depuis 48 heures lorsqu'il a ressenti de fortes douleurs abdominales et des vomissements".
En décembre 1963, une série de 31 décès parmi la population sans-abri de Philadelphie a été attribuée à un magasin local qui vendait sciemment du Sterno aux gens pour qu'ils le consomment et s'enivrent.